# Іменник булгарських правителів
Іменник болгарських правителів — літописний реєстр ватажків групи племен, що мешкали на теренах сучасної України та правителів булгар. Найдавніше відоме джерело історії перших двох століть Булгарської держави.
Після того як ця літературна пам'ятка стала відома науці, вже півтора століття вона є предметом поглиблених досліджень. «Іменник Болгарських правителів» був виявлений в середині XIX столітті російським істориком А. Н. Поповим, та був опублікований ним у праці «Огляд хронографів російської редакції», в Москві 1866 року.
Дотепер відомі 3 списки, найстаріший — Уваровський, датується XV століттям, два інших — Погодіновський і Московський — XVI століттям. Справжність документа у сучасних істориків не викликає сумнівів, суперечки тривають щодо перекладу.
Збережені переписи є перекладами російської версії на церковнослов'янську мову, і в них для болгарських правителів вживається слов'янський титул «князь», яким називали Аспаруха і п'ятьох його попередників.

## Оригінал

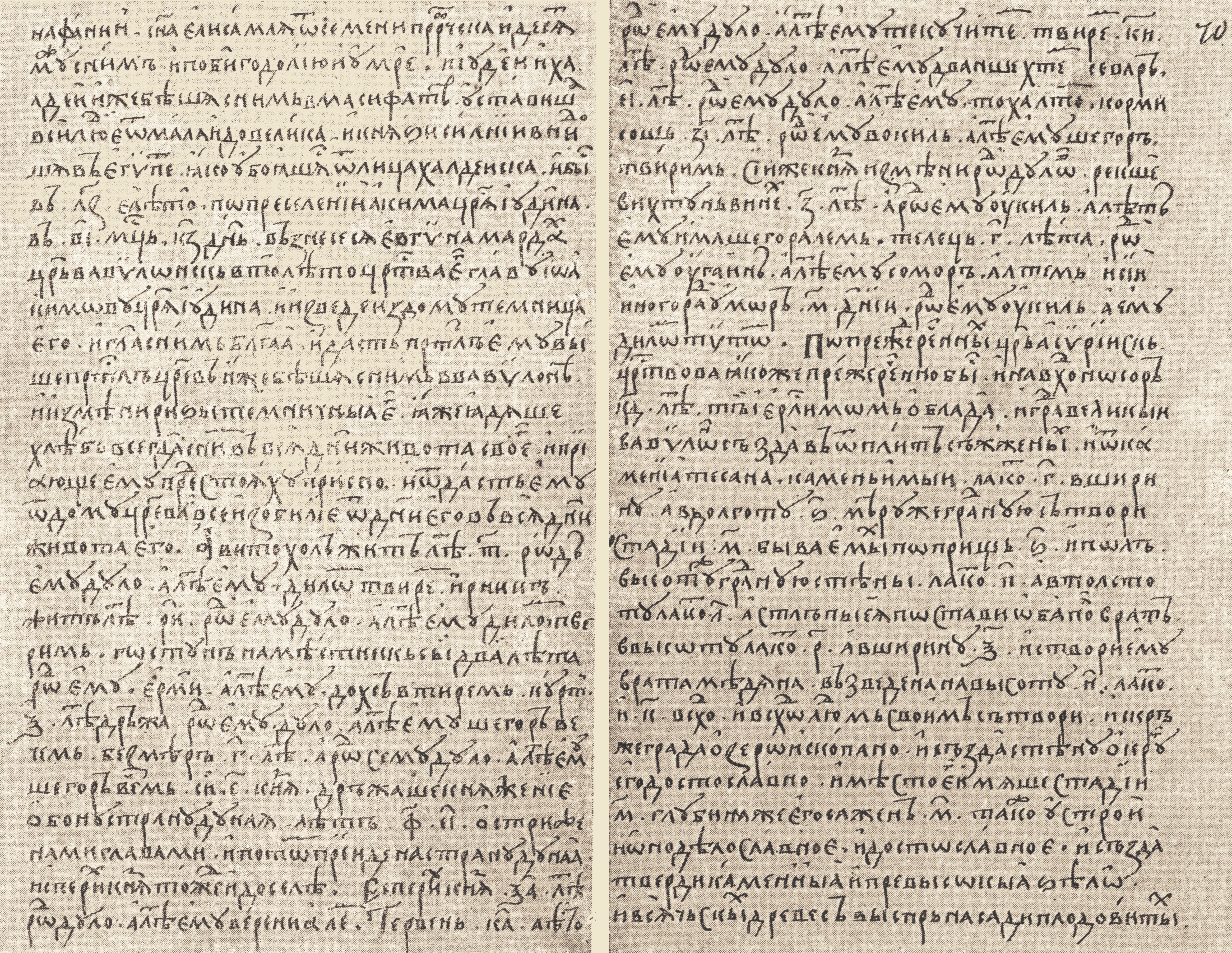
Уваровський рукопис (15-16 століття)

|  | Авитохолъ жытъ лѣтъ 300, родъ емоу Дуло, а лѣтъ ем(у) диломъ твиремъ. Ирник житъ лѣтъ 100 и 8 лѣть, род ему Дуло, а лѣть ему диломъ твиремъ. Гостунъ намѣстникъ сый 2 лѣт(а), родъ ему Ерми, а лѣтъ ему дохсъ твиремъ. Куртъ 60 лѣть, дръжа, родъ ему Дуло, а лѣтъ ему шегоръ вѣчемъ. Безмѣръ 3 лѣт(а), а родъ сему Дуло, а лѣтъ ему шегоръ вѣчемъ. Сии 5 кънязь дръжаше княжение обону страну Дуная лѣтъ 500 и 15 остриженами главами. И потомъ приде на страну Дуная Исперих князь, тожде я доселѣ. Есперерихъ князь 60 и одино лѣто, родъ ему Дуло, а лѣтъ ему верени алемъ. Тервель 20 и 1 лѣт(о), родъ ему Дуло, а лѣтъ ему текучитемь. Твиремъ 20 и 8 Лѣтъ, родъ ему Дуло, а лѣтъ ему дваншехтемь. Севар 15 лѣтъ, родъ ему Дуло, а лѣтъ ему тахалтомъ. Кормисошь 17 лѣтъ, родъ ему Вокиль, а лѣтъ ему шегоръ твиримь. Сии же князь измени родъ Дулов, рекше Вихтунь. Винехъ 7 лѣтъ, а родъ ему Укиль, а лѣтъ ему имяше горалемь. Телецъ 3 лѣт (а), родъ ему Угаинъ, а лѣтъ ему соморъ алтемь. И сий иного рода. Умор 40 дний, родъ ему Укиль, а ему диломъ тутомъ. |

## Список булгарських правителів
Переклад іменнику булгарських правителів:
- Авітохол жив 300 років. Його вважають засновником роду Дуло.
- Ірнік жив 150 років. Походив з роду Дуло.
- Гостун, регент, правив 2 роки. Походив з роду Ермі.
- Кубрат (Курт) правив 60 років. Походив з роду Дуло.
- Безмір (Батбаян) правив 3 роки. Походив з роду Дуло.

Ці п'ять князів правили державою на іншій стороні Дунаю (територія сучасної України), 515 років з голеними головами, після чого князь Аспарух перейшов на цей бік Дунаю Аспарух, де його нащадки й правлять до сих пір.
- Аспарух князь, 61 років (правив). Походив з династії Дуло.
- Тервел, 21 рік.

(Додаткові правителі іноді вставлені тут, в залежності від показань).
- Севари, 15 років. Його роду Дуло та його рік Toh Altom.
- Кормисош, 17 років. Його клан Вокіл.
- Винех, 7 років. Походив з роду Укіль.
- Телець, 3 роки. З роду Угаїн.
- Умор, правив 40 днів. Походив з роду Вокіль.